# Charles Rowell
Pour les articles homonymes, voir Rowell.
Charles Rowell (1852–1909) est un athlète anglais, un célèbre coureur et défenseur de la marche sportive et de la course à pied.

## Biographie
Rowell est né à Chesterton (en), Cambridge, en 1852, et est parfois connu comme La Merveille de Cambridge. Il est d'abord embauché en 1876 par le champion Edward Payson Weston comme stimulateur cardiaque dans sa tentative de marcher 275 miles en 75 heures consécutives, mais a continué à avoir sa propre carrière. Il a particulièrement réussi aux 6 jours de course « comme vous voulez », combinaison de marche, jogging, course et repos, et qui a été présenté comme une compétition annuelle entre les États-Unis et le Royaume-Uni à partir de 1874 et jusqu'en 1888. Il est décédé en août 1909.

## Réalisations
En 1877, un trophée doté d'un prix substantiel est créé par Sir John Dugdale Astley (en), la Ceinture d'Astley, pour la plus grande distance parcourue  en 6 jours sur une piste en intérieure. Rowell gagne deux fois en 1879. Dans la première épreuve, il couvre 500 miles (800 km) et dans la deuxième 530 miles malgré des problèmes physiques qui l'obligent à se retirer pendant onze heures, mais il rattrape le temps perdu et dépasse ses concurrents. Il se retire ensuite provisoirement de l'événement pour se concentrer sur les compétitions de 12 heures par jour pendant 6 jours. En juin 1881, Rowell Rowell remporte la dernière course de 6 jours pour la troisième fois consécutive et conserve définitivement la Ceinture d'Astley, le symbole suprême de l'excellence des marcheurs, et met fin à la compétition. L'année suivante en février, il établit de nouveaux records du monde du 100 miles (161 km) en 13 h 26 min, du 24 heures où il parcourt 150 miles et du 48 heures avec 258 miles (415 km), et réalise 300 miles (483 km) en 58 h 17 min 6 s (un record qui tient toujours aujourd'hui). En mai 1884, il parcourt 968,825 km aux 6 jours de New York, un record pour l'époque.

### Littérature
- (en) Marshall, P. S., (2008) , King of the Peds (Author House)  (ISBN 1434334678)